# Bad Wildbad
Bad Wildbad là một thị xã của Đức, ở bang Baden-Württemberg. Đô thị này tọa lạc ở (Regierungsbezirk) Karlsruhe và huyện (Landkreis) Calw. Đô thị này có diện tích 105,22 km², dân số thời điểm 31 tháng 12 năm 2020 là 10.386 người.